# Initiative Q
Initiative Q és una iniciativa que pretén crear una nova xarxa de pagament i moneda digital (anomenada Q). Va ser creada per part de l'israelià Saar Wilf, qui anteriorment havia creat Fraud Sciences, una empresa de seguretat de pagaments adquirida per PayPal. Q ha rebut suport de l'economista Lawrence H. White del Cato Institute. A diferència de Bitcoin, no prendria mesures per tal d'evadir control estatal.

## Màrqueting
La moneda s'ha comercialitzat a través de cadenes de emails màrqueting multinivell, i no serà alliberada fins que una massa crítica d'usuaris s'inscrigui. El novembre de 2018, la pàgina web Vox va reportar que més de 2 milions de persones s'havien inscrit en 180 països. Aquest pla de màrqueting és un dels elements distinctius de Q, ja que l'únic pas necessari per reservar una certa quantitat de monedes digitals de forma prèvia al seu llançament era inscriure's a partir d'una invitació d'un tercer. Aquells ja inscrits, tenen la possibilitat de convidar 5 persones més, i reben recompenses (en forma de més monedes digitals assignades) de forma conseqüent. Així es crea una estructura priamidal d'usuaris de Q (que ha rebut les seves crítiques).

## Crítiques
L'octubre de 2018, Frank Chung de news.com.au va escriure que l'estil de màrqueting podria ser "percebut com una estafa o frau piramidal". I FINTECH Singapore i Daniel Huszák de carpeta.hu el van comparar amb màrqueting multinivell sense tarifes. Owen Gough de Digital Spy va escriure: "És Initiative Q real o una estafa? Resposta curta – no en tenim absolutament cap idea."
Brendan Markey-Torre de Stuff.co.nz va explicar el novembre de 2018 que el pla no "et faria fabulosament ric. És, no obstant això, una idea interessant".
Huszák va enumerar diversos problemes potencials amb el pla com ara crypto-mesures de seguretat poc clares, costos de transacció/intercanvi imprecisos, i una potencial manipulació de mercat per part dels titulars amb més Qs.